# (18462) Riccò
18462 Ricco (1995 QS2) – planetoida z pasa głównego asteroid okrążająca Słońce w ciągu 4,95 lat w średniej odległości 2,9 j.a. Odkryta 26 sierpnia 1995 roku.